# Jean Netter
Jean Netter (Gérardmer, 27 giugno 1914 – Wiesbaden, 5 gennaio 2010) è stato un militare e aviatore francese, particolarmente distintosi nel corso della seconda guerra mondiale. Decorato con la Croce di Commendatore della Legion d'onore, dell'Ordre de la Libération, e della Croix de guerre 1939-1945.

## Biografia
Nacque l'8 giugno 1913 a Gérardmer, dipartimento dei Vosgi, figlio di un mediatore. Studiò a Parigi al Lycée Chaptal e poi al liceo Condorcet. Effettuò il servizio militare nell'Armée de terre dal 1935 al 1937 nel 4° Reggimento corazzieri a Reims, al termine del quale iniziò la carriera di impiegato di commercio.
Venne mobilitato nel giugno 1939, con l'aggravarsi della situazione internazionale, e  fu inviato a Reims al deposito di guerra della cavalleria prima di essere trasferito al centro di organizzazione meccanica della cavalleria a Saumur nel novembre successivo. Il 3 gennaio 1940 venne  trasferito al 2° Reggimento corazzieri di Fontevraud-l'Abbaye dove fu promosso maresciallo capo il 13 marzo seguente.
Impegnato nella battaglia di Francia dal 10 maggio 1940, si distinse il giorno 14 quando fu ferito in Belgio durante uno scontro contro carri armati tedeschi durante il quale riuscì a riportare indietro sani e salvi il suo equipaggio e il suo carro armato. Venne a conoscenza dell'appello del generale Charles de Gaulle mentre era ancora ricoverato nell'ospedale del liceo Clémenceau di Nantes. Raggiunto la zona libera, si imbarcò a Port-Vendres il 24 giugno per raggiungere Liverpool, poi da li Londra dove si unì alle Forces françaises libres il 10 luglio. Assegnato al Gruppo di combattimento n.1 in agosto, fu inviato in  Africa dove partecipò alla battaglia di Dakar in settembre. Passò dalla cavalleria all'aeronautica nell'ottobre 1940, essendo assegnato come allievo al Battaglione aeronautico n. 1 a Bangui, Africa Equatoriale Francese.
Il 15 febbraio 1941, ottenne il brevetto di osservatore dall'aeroplano e fu promosso sottotenente. Entrò poi nelle fila del distaccamento permanente delle forze aeree del Gabon e del Congo centrale di stanza a Pointe-Noire. Vi rimase per un breve periodo, venendo assegnato il 1° maggio al distaccamento permanente delle forze aeree del Ciad che, nel febbraio 1942 diede vita al Groupe de bombardement Bretagne. All'interno della sua nuova unità, partecipa alle operazioni di guerra nel deserto sopra il Fezzan. Il 26 dicembre 1942, il suo pilota, il sottufficiale René Weil, fu ferito mortalmente durante una missione. Fu quindi costretto a prendere i comandi del Martin 167 Maryland per riportare l'aereo alla base di Uigh El Kébir, cosa che riuscì a fare, salvando così il resto dell'equipaggio.
Sempre con il Groupe de bombardement Bretagne, operò in Egitto nel 1943 poi in Sardegna nell'aprile 1944. Partecipò alla campagna d'Italia durante la quale ricevette una menzione nell'esercito per essersi distinto durante le numerose missioni compiute sotto la minaccia del fuoco antiaereo. Il 17 dicembre 1944, fu distaccato presso la Direzione generale degli studi e delle ricerche dove concluse la guerra.
Venne smobilitato nel 1946 con il grado di capitano. Si stabilì in Germania e nel 1953 fondò un'azienda di attrezzature industriali. Si spense a Wiesbaden il 5 gennaio 2010, e fu tumulato nel locale cimitero.